# Xanthoperla acuta
Xanthoperla acuta är en bäcksländeart som beskrevs av Peter Zwick 1980. Xanthoperla acuta ingår i släktet Xanthoperla och familjen blekbäcksländor. Inga underarter finns listade i Catalogue of Life.